# Oleksandr Moroz
Oleksandr Oleksandrovytj Moroz (ukrainska: Олекса́ндр Олекса́ндрович Моро́з), född 29 februari 1944 i Buda, Ukrainska SSR, Sovjetunionen (nuvarande Kiev oblast, Ukraina), är en ukrainsk politiker och som har varit Verchovna Radas talman 18 maj 1994–12 maj 1998 och 6 juli 2006–23 november 2007.